# Метод релаксації
У числовій математиці методи релаксації — ітераційні методи для вирішення систем рівнянь, включаючи нелінійні системи.
Методи релаксації були розроблені для розв'язання великих розріджених лінійних систем, що виникли як кінцево-різницева дискретизація диференціальних рівнянь. Вони також використовуються для розв'язання лінійних рівнянь для задач лінійних найменших квадратів, а також для систем лінійних нерівностей, як-от ті, що виникають при лінійному програмуванні. Вони також були розроблені для розв'язання нелінійних систем рівнянь.
Методи релаксації важливі, особливо у розв'язанні лінійних систем, що використовуються для моделювання рівнянь еліптичних диференціальних рівнянь із частинними похідними, таких як рівняння Лапласа та його узагальнення, рівняння Пуассона. Ці рівняння описують крайові задачі, в яких задані значення функції рішення на межі області, також проблема полягає в обчисленні розв'язку на його інтервалі. Методи релаксації використовуються для розв'язання лінійних рівнянь, що виникають при дискретизації диференціального рівняння, наприклад, з кінцевими відмінностями.
Ітераційні методи релаксації не слід плутати з «розслабленнями» при математичній оптимізації, які наближаються до складної задачі простішою проблемою, для якої «розслаблене» рішення дає інформацію про рішення вихідної задачі.

## Синоніми
Ітеративна релаксація розчинів зазвичай називається згладжуванням, оскільки релаксація деяких рівнянь (наприклад, рівняння Лапласа) нагадує повторне застосування локального згладжувального фільтра до вектора розчину. Інша назва — стаціонарний лінійний ітераційний метод.

## Модельна проблема теорії потенціалу
Нехай {\displaystyle \phi } — гладка дійснозначна функція на дійсних чисел, її другу похідну можна апроксимувати за допомогою:
{\displaystyle {\frac {d^{2}\phi \left(x\right)}{dx^{2}}}={\frac {\phi \left(x-h\right)-2\phi \left(x\right)+\psi \left(x+h\right)}{n^{2}}}+\theta (h^{2})}
Використовуючи це в обох вимірах для функції {\displaystyle \phi } двох аргументів у точці {\displaystyle \left(x,y\right)} та розв'язання для {\displaystyle \phi \left(x,y\right)}, виникає результат:
{\displaystyle \phi \left(x,y\right)={\frac {\phi \left(x+h\right)i}{4}}+\phi \left(x-h\_3y\right)+\phi \left(x\right)y-h-h^{2}\nabla ^{2}\phi \left(x,y\right)+\mathrm {O} \left(h^{4}\right)}
Щоб наблизити рішення рівняння Пуассона:
{\displaystyle \nabla ^{2\phi }=f}
Чисельно на двовимірні сітки з відстані сітки {\displaystyle h}, метод релаксації привласнює задані значення функції {\displaystyle \phi } до точок сітки поблизу граничних та довільних значень до внутрішніх точок сітки, а потім кілька разів виконує призначення {\displaystyle \phi :=\phi ^{*}} на внутрішні точки, де {\displaystyle \phi ^{*}} визначається:
{\displaystyle \phi ^{*}\left(x,y\right)={\frac {\phi \left(x+h,y\right)+\phi \left(x,y+h\right)+\phi \left(x-h,y\right)+\phi \left(x,y-h\right)-h^{2}*f\left(x,y\right)}{4}}}, до зближення.
Метод, описаний тут для двох вимірів, легко узагальнюється на інші числа розмірів.

## Збіжність та прискорення
Хоча метод збігається за загальних умов, він, як правило, робить повільний прогрес за інші ітераційні методи. Тим не менше, дослідження методів релаксації залишається основною частиною лінійної алгебри, оскільки перетворення теорії релаксації забезпечують чудові попередні умови для нових методів. Вибір початкового наближення часто є важливішим за вибір ітераційного методу.
Багатогранні методи можуть бути використані для прискорення методів. Спочатку можна обчислити наближення на грубій сітці — зазвичай подвійний двогодинний інтервал — і використовувати це рішення з інтерпольованими значеннями для інших точок сітки як початкове призначення. Тоді це також можна зробити рекурсивно для менш точного обчислення.